# Hanna-Barbera's 50th: A Yabba Dabba Doo Celebration
Hanna-Barbera's 50th: A Yabba Dabba Doo Celebration (ou A Yabba Dabba Doo Celebration: 50 years of Hanna-Barbera) é um especial de televisão live-action, foi ao ar na TNT em 1989, celebrando 50 anos de William Hanna e Joseph Barbera.
Foi dedicado à memória de Daws Butler, que morreu antes da produção e foi também o último filme de Mel Blanc, que morreu sete dias antes do especial ir ao ar.

## Sinopse
Um especial em comemoração para animadores William Hanna e Joseph Barbera. O programa apresenta os desenhos animados mais queridos da equipe nos últimos cinquenta anos, como: Zé Colméia, Scooby-Doo, Tom and Jerry os Flintstones, entre outros. Algumas celebridades de Hollywood apareceram no especial.

## Personagens
Os personagens que aparecem no especial são:
- Zé Colméia
- Catatau
- Cindy Bear
- Fred Flintstone
- Wilma Flintstone
- Pedrita Flintstone
- Barney Rubble
- Betty Rubble
- Dino
- Scooby-Doo
- Salsicha
- Scooby-Loo
- Tom and Jerry
- Os Smurfs
- Dom Pixote
- Pixie and Dixie and Mr. Jinks
- Joca e Dingue-Lingue
- O Leão da Montanha
- Manda-Chuva
- Pepe Legal
- Augie Doggie and Doggie Daddy
- Olho-Vivo e Faro-Fino
- Dick Vigarista
- Muttley
- Magilla Gorilla
- Wally Gator
- Peter Potamus
- Esquilo Sem Grilo
- Tartaruga Touché e Dum Dum
- Lula lelé
- Hong Kong Fu
- George Jetson
- Jane Jetson
- Elroy Jetson
- Judy Jetson

## Celebridades
- Tony Danza
- Annie Potts
- Victor Borge
- Betty White
- Phyllis Diller
- Jonathan Winters
- Whoopi Goldberg
- Valerie Harper
- Sammy Davis, Jr.
- Shari Belafonte
- Joe Ferguson
- Tommy Lasorda
- Tiffany

## Vozes
- Henry Corden - Fred Flintstone
- Greg Berg - Baba Looey, Bóbi Filho
- Mel Blanc - Barney Rubble
- Greg Burson - Zé Colméia, Dom Pixote, Pepe Legal
- Casey Kasem - Salsicha
- Jeff Bergman - George Jetson
- Don Messick - Catatau, Scooby-Doo, Muttley
- Penny Singleton - Jane Jetson
- John Stephenson - Bibo Pai, Super Snooper
- Jean Vander Pyl - Wilma Flintstone